# 劉方 (東漢)
劉方（？—97年），东汉时期的大臣，汉朝宗室。
劉方少年时有才学，通经儒。汉和帝永元四年（92年）八月，司空任隗去世，十月，宗正劉方被任命为司空。永元六年（94年）正月，司徒丁鸿去世，二月，司空劉方被任命为司徒。永元九年（97年）十月，窦太后崩，劉方和太尉张酺、司空张奋上书，主张按照汉光武帝黜吕后的成例，贬窦太后的尊号，不合葬汉章帝的陵寝，百官上书支持。汉和帝没有采纳。九月廿四庚申日，劉方被策免，之后自杀。